# Holzkirchen von Kischi Pogost
Die Holzkirchen von Kischi Pogost befinden sich auf der Insel Kischi im westlichen Teil des Onegasees in Russland. Die im Jahre 1714 erbaute, 35 m hohe Verklärungskirche, die von 22 Zwiebeltürmen bekrönt und von 30.000 Schindeln aus Espenholz gedeckt wird, gilt als der kühnste erhaltene Holzbau Russlands, bei dem kein Nagel verwandt wurde. Sie ist Nachfolger einer abgebrannten Kirche und heute die einzige erhaltene Mehrkuppelkirche der Welt in Holzbauweise. Nach lokaler Legende soll die Kirche das Werk des legendären Baumeisters Nestor sein, der nach Vollendung seine Axt in den Onegasee geschleudert haben soll, damit nie mehr so ein prächtiger Bau entsteht. Die Verklärungskirche wird derzeit restauriert und soll erst zum 300. Jubiläum im Jahre 2014[veraltet] wieder eröffnet werden.
Der Glockenturm der Kirche Maria Schutz und Fürbitte wurde 1862 neu errichtet, nachdem der alte baufällig geworden war. Nachdem die Kirche nach der Oktoberrevolution geschlossen worden war, wurden im Jahre 1988 die Glocken rekonstruiert und 1994 die Kirche neu geweiht. Die kleine Lazarus-Kirche stammt aus dem von Lazarus gegründeten Kloster Murom am Ostufer des Onegasees; sie ist von 1390 und damit der älteste hölzerne Sakralbau.
Insgesamt befinden sich heute ca. 60 historische Holzbauten aus Karelien und Nordrussland auf Kischi. Neben den Kapellen und Kirchen sind das Badehäuser, Bauernhäuser, eine Schmiede, Speicher, Wegkreuze und eine Windmühle. Man erreicht die Insel mit dem Tragflächenboot vom 70 km entfernten Petrosawodsk aus. An der Insel machen auch die zwischen St. Petersburg und Moskau verkehrenden Kreuzfahrtschiffe Halt. Heute kommen jährlich etwa 170.000 Gäste aus aller Welt nach Kischi Pogost, das ein Freilichtmuseum ist und dessen Bauten zum UNESCO-Weltkulturerbe gehören.

## Bilder

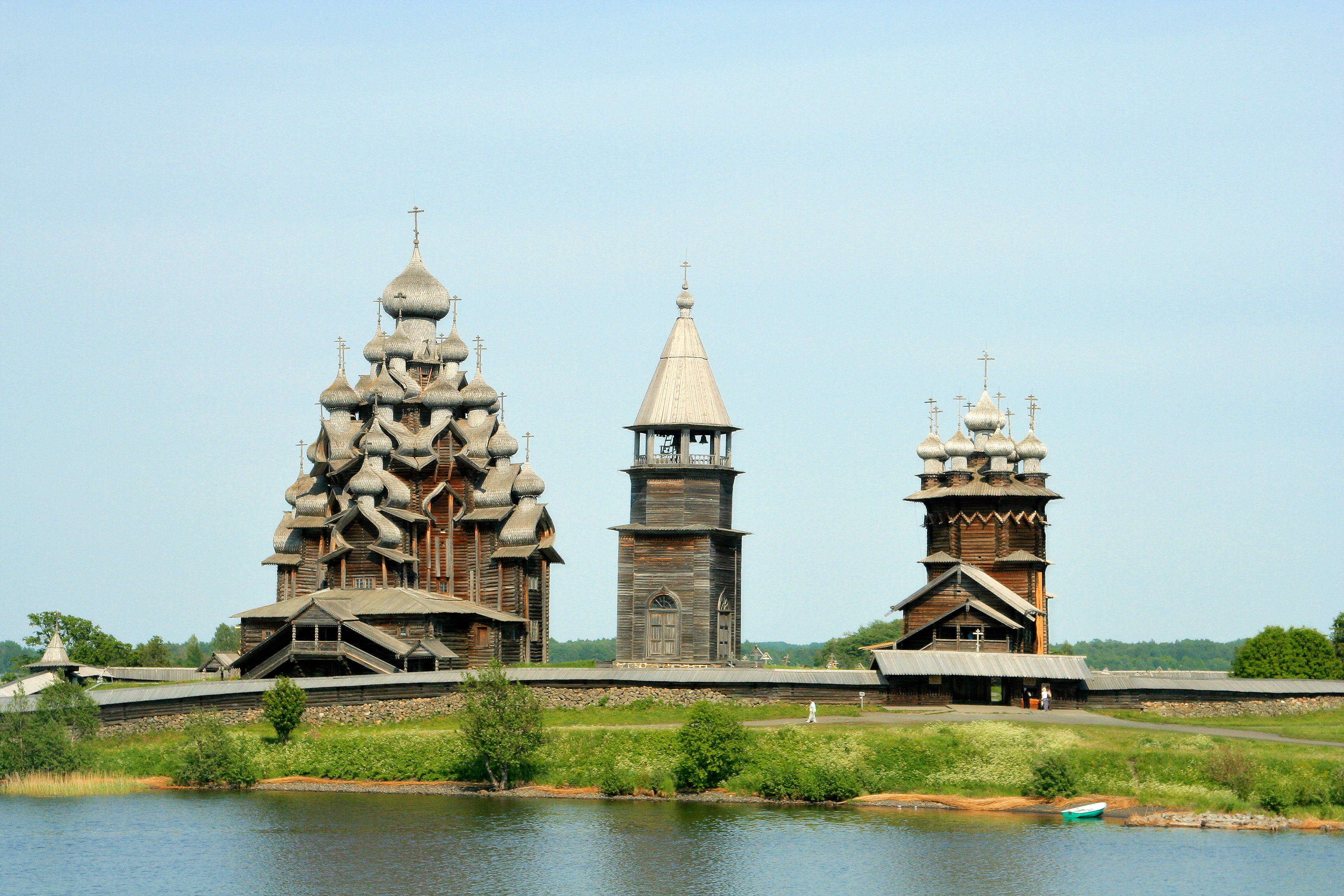
Verklärungskirche (links), Glockenturm (Mitte), Kirche Maria Schutz und Fürbitte (rechts)
Glockenturm (links), Maria Schutz und Fürbitte (rechts), Verklärungskirche (hinten)
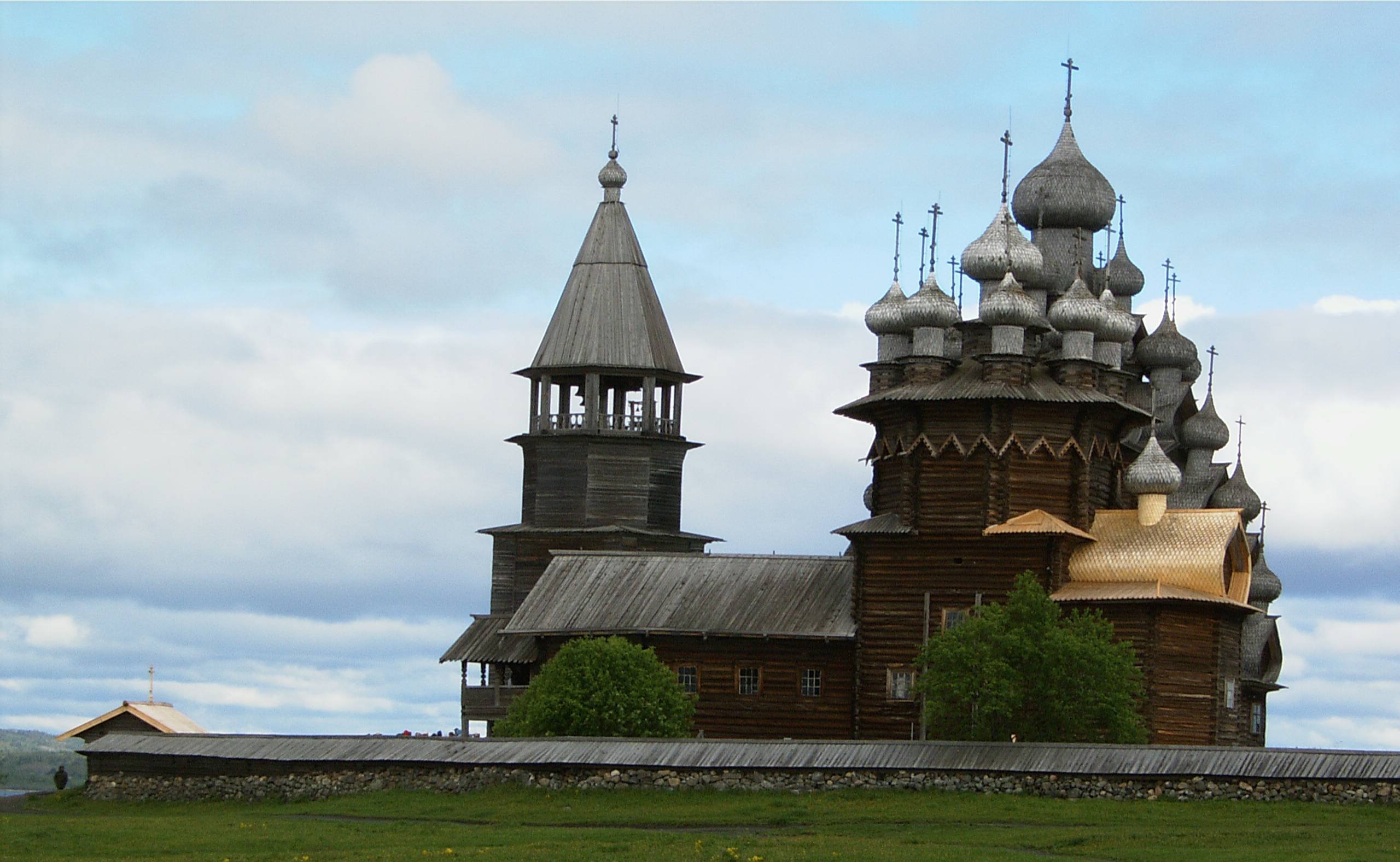
Glockenturm und Maria Schutz und Fürbitte (Verklärungskirche im Hintergrund)
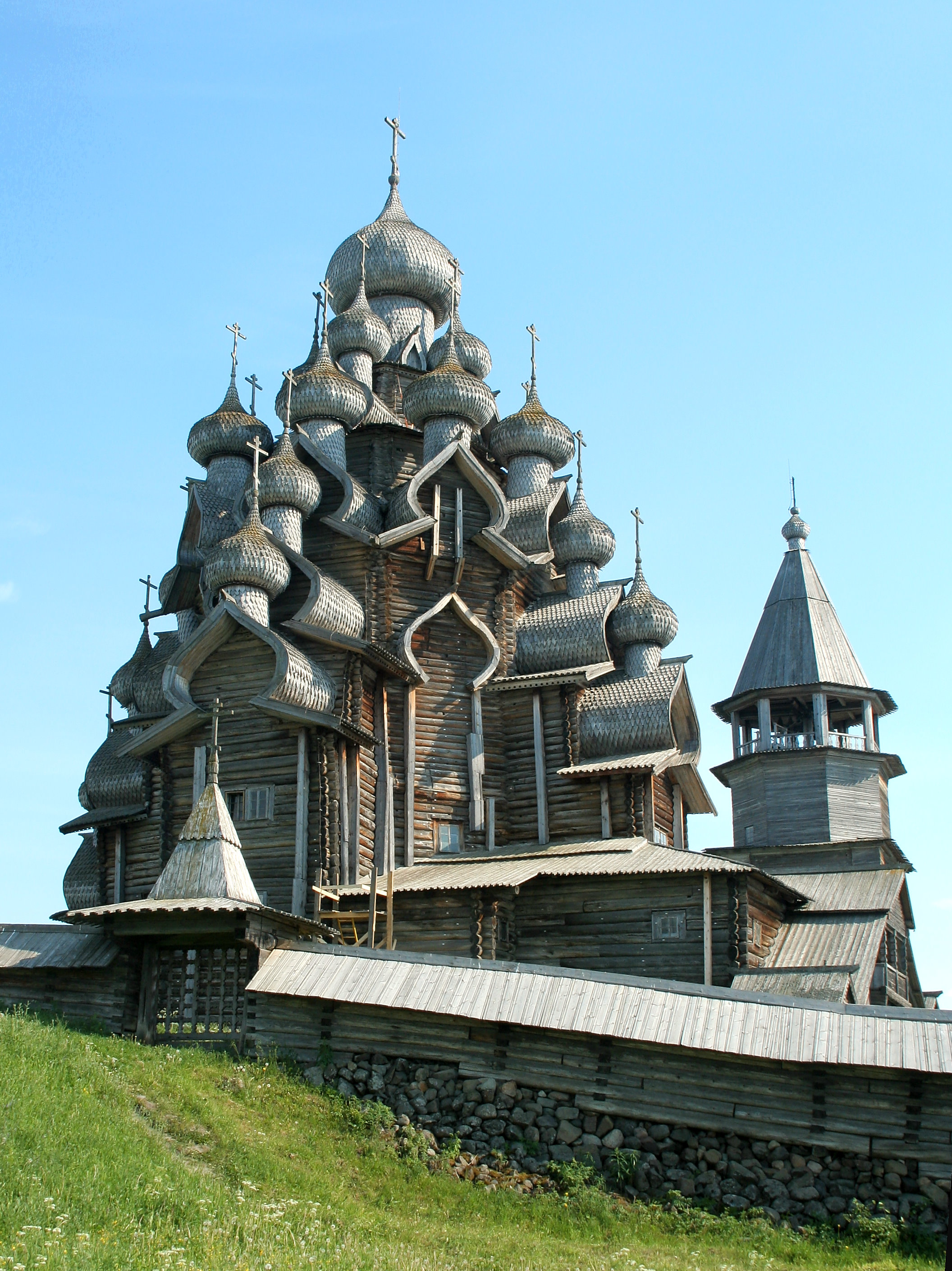
Kuppeln der Verklärungskirche
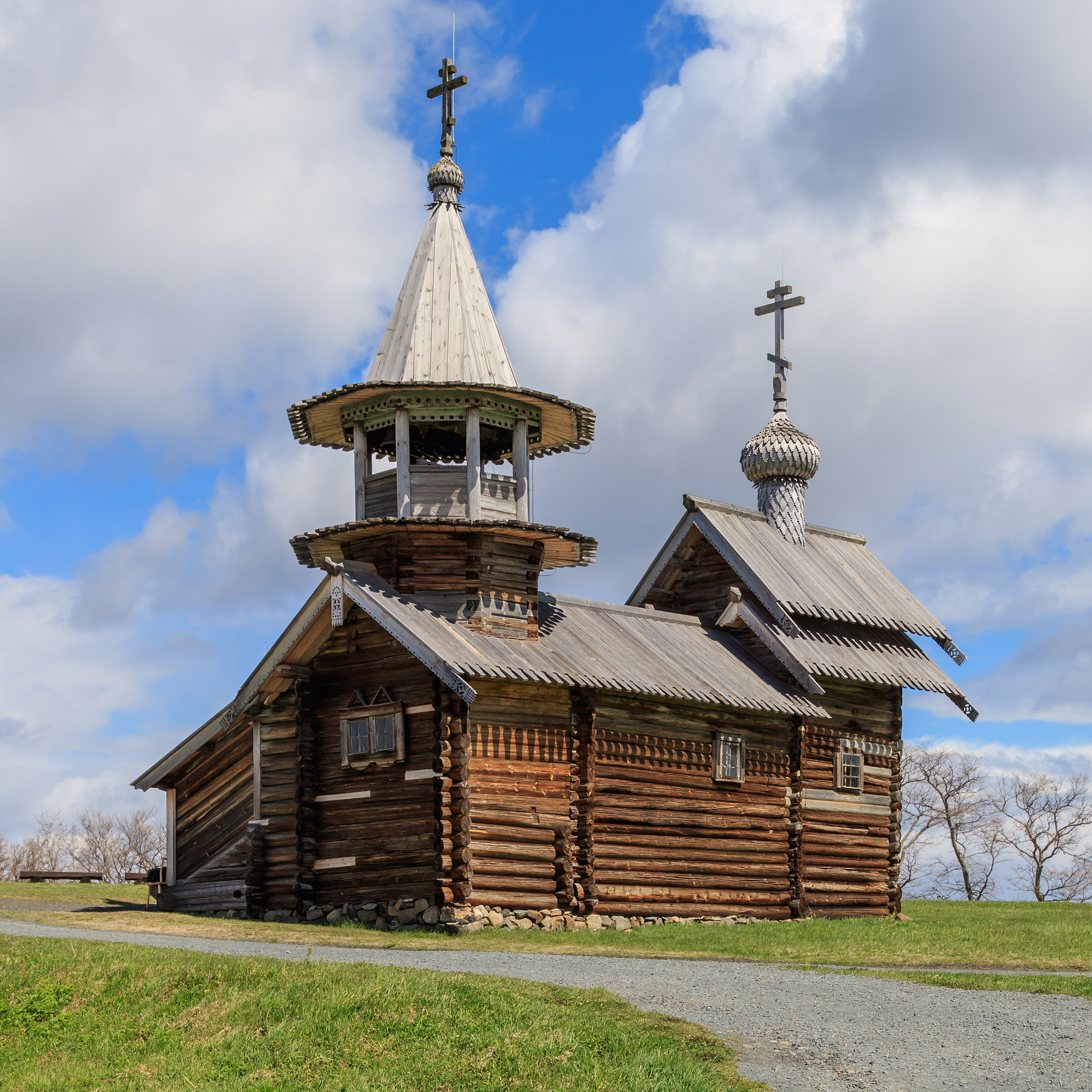
Eine der Kapellen
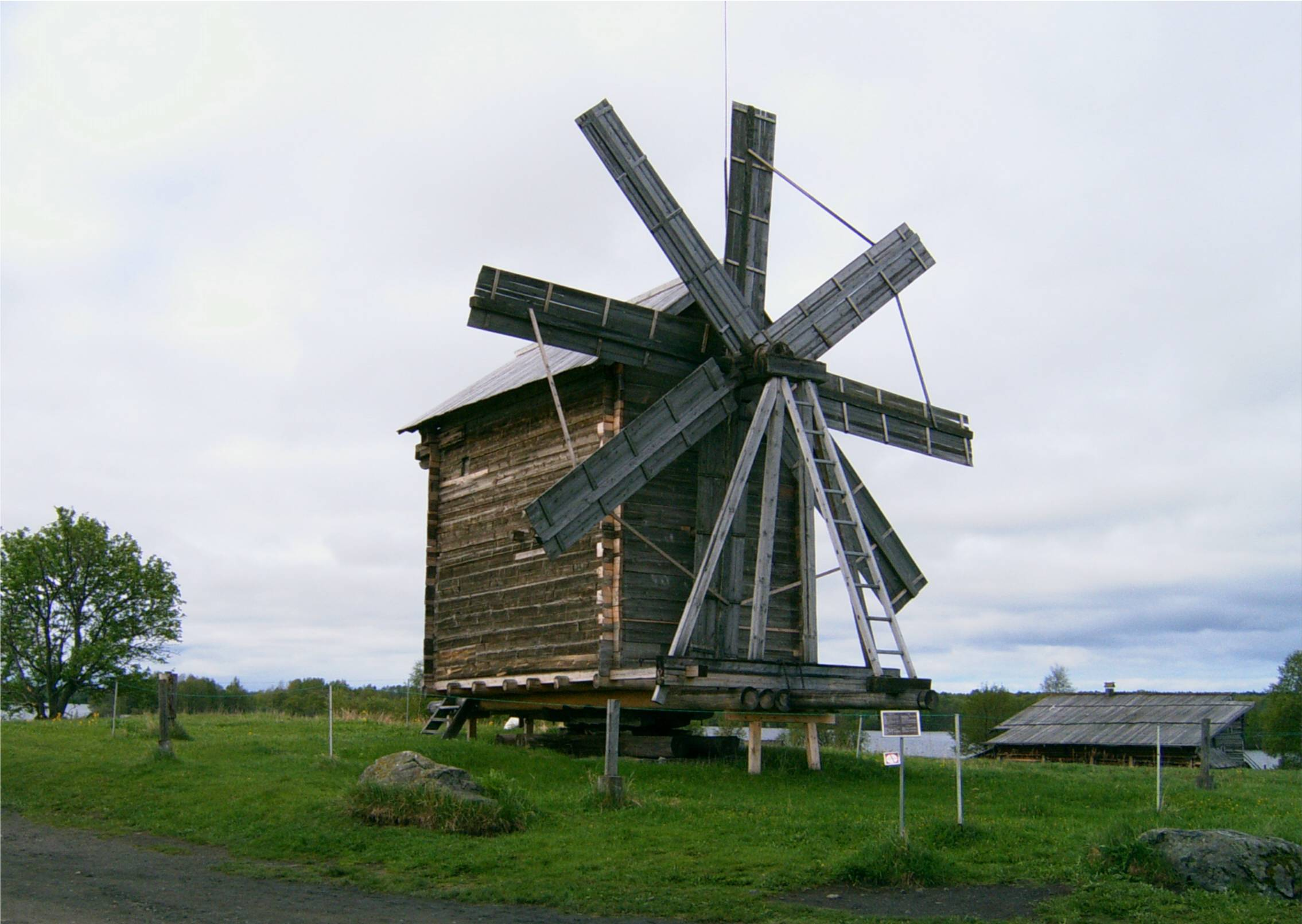
Die Windmühle